# Christa Deeleman-Reinhold
Christa Laetitia Deeleman-Reinhold (23 novembre 1930 – 26 marzo 2025) è stata un'aracnologa olandese.

## Biografia
Laureata con lode in zoologia alla Università di Leida nel 1978, si è specializzata sui ragni dell'Europa meridionale e dell'Asia sudorientale. Sposata con Paul Robert Deeleman, anch'egli aracnologo, ha pubblicato con lui diversi articoli sui ragni Dysderidae e Linyphiidae.

## Campo di studi
Si è occupata prevalentemente dei Dysderidae, degli Ochyroceratidae, dei Linyphiidae, dei Leptonetidae, degli Oxyopidae, dei Clubionidae, dei Corinnidae, dei Miturgidae, dei Pholcidae, degli Agelenidae e dei Tetrablemmidae.

## Alcuni taxa descritti
- Bacillemma Deeleman-Reinhold, 1993 - genere di ragni della famiglia Tetrablemmidae
- Bacillemma leclerci Deeleman-Reinhold, 1993 - specie di ragni della famiglia Tetrablemmidae
- Borneomma Deeleman-Reinhold, 1980 - genere di ragni della famiglia Tetrablemmidae
- Calamoneta Deeleman-Reinhold, 2001 - genere di ragni della famiglia Miturgidae
- Calamopus Deeleman-Reinhold, 2001 - genere di ragni della famiglia Miturgidae
- Castoponera Deeleman-Reinhold, 2001 - genere di ragni della famiglia Corinnidae
- Cheiracanthium Deeleman-Reinhold, 2001 - genere di ragni della famiglia Miturgidae
- Clubiona hindu Deeleman-Reinhold, 2001 - specie di ragni della famiglia Clubionidae
- Dysdera anatoliae Deeleman-Reinhold in Deeleman-Reinhold & Deeleman, 1988 - specie di ragni della famiglia Dysderidae
- Dysdera arabica Deeleman-Reinhold in Deeleman-Reinhold & Deeleman, 1988 - specie di ragni della famiglia Dysderidae
- Dysdera gemina Deeleman-Reinhold in Deeleman-Reinhold & Deeleman, 1988 - specie di ragni della famiglia Dysderidae
- Dysderocrates Deeleman-Reinhold & Deeleman, 1988 - genere di ragni della famiglia Dysderidae
- Echinax Deeleman-Reinhold, 2001 - genere di ragni della famiglia Corinnidae
- Fageiella ensigera Deeleman-Reinhold, 1974 - specie di ragni della famiglia Linyphiidae
- Hamadruas Deeleman-Reinhold, 2009 - genere di ragni della famiglia Oxyopidae
- Hygrocrates Deeleman-Reinhold in Deeleman-Reinhold & Deeleman, 1988 - genere di ragni della famiglia Dysderidae
- Iberoneta Deeleman-Reinhold, 1984 - genere di ragni della famiglia Linyphiidae
- Iberoneta nasewoa Deeleman-Reinhold, 1984 - specie di ragni della famiglia Linyphiidae
- Kaemis Deeleman-Reinhold, 1993 - genere di ragni della famiglia Dysderidae
- Koppe Deeleman-Reinhold, 2001 - genere di ragni della famiglia Corinnidae
- Leclercera Deeleman-Reinhold, 1995 - genere di ragni della famiglia Ochyroceratidae
- Malamatidia Deeleman-Reinhold, 2001 - genere di ragni della famiglia Clubionidae
- Mesostalita Deeleman-Reinhold, 1971 - genere di ragni della famiglia Dysderidae
- Micropholcus Deeleman-Reinhold & Prinsen, 1987 - genere di ragni della famiglia Pholcidae
- Nusatidia Deeleman-Reinhold, 2001 - genere di ragni della famiglia Clubionidae
- Olin Deeleman-Reinhold, 2001 - genere di ragni della famiglia Trochanteriidae
- Olin platnicki Deeleman-Reinhold, 2001 - specie di ragni della famiglia Trochanteriidae
- Palliduphantes minimus (Deeleman-Reinhold, 1985) - specie di ragni della famiglia Linyphiidae
- Panjange Deeleman-Reinhold & Deeleman, 1983 - genere di ragni della famiglia Pholcidae
- Pehrforsskalia Deeleman-Reinhold & van Harten, 2001 - genere di ragni della famiglia Pholcidae
- Pehrforsskalia conopyga Deeleman-Reinhold & van Harten, 2001 - specie di ragni della famiglia Pholcidae
- Plynnon Deeleman-Reinhold, 2001 - genere di ragni della famiglia Liocranidae
- Pranburia Deeleman-Reinhold, 1993 - genere di ragni della famiglia Corinnidae
- Pranburia mahannopi Deeleman-Reinhold, 1993 - specie di ragni della famiglia Corinnidae
- Pristidia Deeleman-Reinhold, 2001 - genere di ragni della famiglia Clubionidae
- Pteroneta Deeleman-Reinhold, 2001 - genere di ragni della famiglia Clubionidae
- Rhodera Deeleman-Reinhold, 1989 - genere di ragni della famiglia Dysderidae
- Rhodera hypogea Deeleman-Reinhold, 1989 - specie di ragni della famiglia Dysderidae
- Sabahya Deeleman-Reinhold, 1980 - genere di ragni della famiglia Tetrablemmidae
- Scopalio Deeleman-Reinhold, 2001 - genere di ragni della famiglia Clubionidae
- Scopalio verrens Deeleman-Reinhold, 2001 - specie di ragni della famiglia Clubionidae
- Serendib Deeleman-Reinhold, 2001 - genere di ragni della famiglia Corinnidae
- Sudharmia Deeleman-Reinhold, 2001 - genere di ragni della famiglia Liocranidae
- Summacanthium Deeleman-Reinhold, 2001 - genere di ragni della famiglia Miturgidae
- Tamin Deeleman-Reinhold, 2001 - genere di ragni della famiglia Miturgidae
- Troglohyphantes boudewijni Deeleman-Reinhold, 1974 - specie di ragni della famiglia Linyphiidae
- Troglohyphantes brevipes Deeleman-Reinhold, 1978 - specie di ragni della famiglia Linyphiidae
- Troglohyphantes dekkingae Deeleman-Reinhold, 1978 - specie di ragni della famiglia Linyphiidae
- Troglohyphantes diabolicus Deeleman-Reinhold, 1978 - specie di ragni della famiglia Linyphiidae
- Troglohyphantes draconis Deeleman-Reinhold, 1978 - specie di ragni della famiglia Linyphiidae
- Troglohyphantes inermis Deeleman-Reinhold, 1978 - specie di ragni della famiglia Linyphiidae
- Troglohyphantes pretneri Deeleman-Reinhold, 1978 - specie di ragni della famiglia Linyphiidae
- Vytfutia Deeleman-Reinhold, 1986 - genere di ragni della famiglia Phyxelididae
- Xantharia Deeleman-Reinhold, 2001 - genere di ragni della famiglia Miturgidae

## Taxa denominati in suo onore
- Deelemanella Yoshida, 2003 - genere di ragni della famiglia Theridiidae
- Deelemania Jocqué & Bosmans, 1983 - genere di ragni della famiglia Linyphiidae
- Amaurobius deelemanae Thaler & Knoflach, 1995 - ragno, Amaurobiidae
- Cryphoecina deelemanae Deltshev, 1997 - ragno, Hahniidae
- Dianleucauge deelemanae Song & Zhu, 1994 - ragno, Tetragnathidae
- Dolichognatha deelemanae Smith, 2008 - ragno, Tetragnathidae
- Dubiaranea deelemanae Millidge, 1995 - ragno, Linyphiidae
- Harpactea deelemanae Dunin, 1989 - ragno, Dysderidae
- Herennia deelemanae Kuntner, 2005 - ragno, Araneidae
- Hersilia deelemanae Baehr & Baehr, 1993 - ragno, Hersiliidae
- Ischnothyreus deelemanae Kranz-Baltensperger, 2011 - ragno, Oonopidae
- Kenocymbium deelemanae Millidge & Russell-Smith, 1992 - ragno, Linyphiidae
- Marengo deelemanae Benjamin, 2004 - ragno, Salticidae
- Rhitymna deelemanae Jäger, 2003 - ragno, Sparassidae
- Spermophora deelemanae Huber, 2005 - ragno, Pholcidae
- Sphingius deelemanae Zhang & Fu, 2010 - ragno, Liocranidae
- Troglohyphantes deelemanae Tanasevitch, 1987 - ragno, Linyphiidae

## Studi e ricerche principali
Di seguito alcune pubblicazioni:
- Deeleman-Reinhold, C.L., 1971a - A new species of Sulcia Kratochvil (Araneida, Leptonetidae) from Greece, and a discussion of some Japanese cavernicolous Leptonetidae. Zool. Meded. Leiden vol.45, pp. 289–301.
- Deeleman-Reinhold, C.L., 1971b - Beitrag zur Kenntnis höhlenbewohnender Dysderidae (Araneida) aus Jugoslawien. Razpr. Slov. Akad. Znan. Umet. vol.14, pp. 95–120.
- Deeleman-Reinhold, C.L., 1974 - The cave spider fauna of Montenegro (Araneae). Glas. Repub. Zavod. Zast. Prirod. vol.6, pp. 9–33.
- Deeleman-Reinhold, C.L., 1978a - Les araignées du genre Rhode de Yougoslavie (Araneae, Dysderidae). Int. J. Speleol. vol.9, pp. 251–266.
- Deeleman-Reinhold, C.L., 1978b - Revision of the cave-dwelling and related spiders of the genus Troglohyphantes Joseph (Linyphiidae), with special reference to the Yugoslav species. Razpr. slov. Akad. Znan. Umet. (Prirod. Vede) vol.23, pp. 1–220 Articolo in PDF (169Mb)
- Deeleman-Reinhold, C.L., 1980 - Contribution to the knowledge of the southeast Asian spiders of the families Pacullidae and Tetrablemmidae. Zool. Meded. Leiden vol56, pp. 65–82.
- Deeleman-Reinhold, C.L., 1984 - Dutch biological and speleological exploration in Algeria. 3. Sur quelques Linyphiidae cavernicoles de la région méditerranéenne occidentale (Araneae). Revue arachnol. vol.6, pp. 37–48.
- Deeleman-Reinhold, C.L., 1985a - New Althepus species from Sarawak, Sumatra and Thailand (Arachnida: Araneae: Ochyroceratidae). Sarawak Mus. J. vol.35. pp. 115–123.
- Deeleman-Reinhold, C.L., 1986a - Studies on tropical Pholcidae II: Redescription of Micromerys gracilis Bradley and Calapnita vermiformis Simon (Araneae, Pholcidae) and description of some related new species. Mem. Qd Mus. vol.22, pp. 205–224.
- Deeleman-Reinhold, C.L., 1986b - Leaf-dwelling Pholcidae in Indo-Australian rain forests. Proc. Ninth Int. Congr. Arachnol., Panama n.1983, pp. 45–48.
- Deeleman-Reinhold, C.L., 1986c - A new cribellate amaurobioid spider from Sumatra (Araneae: Agelenidae). Bull. Br. arachnol. Soc. vol.7, pp. 34–36.
- Deeleman-Reinhold, C.L., 1987 - Revision of the genus Xyphinus Simon (Araneae: Oonopidae). Acta arachn. Tokyo vol.35, pp. 41–56.
- Deeleman-Reinhold, C.L., 1989a - Spiders from Niah Cave, Sarawak, East Malaysia, collected by P. Strinati. Revue suisse Zool. vol.96, pp. 619–627.
- Deeleman-Reinhold, C.L., 1993a - The genus Rhode and the harpacteine genera Stalagtia, Folkia, Minotauria, and Kaemis (Araneae, Dysderidae) of Yugoslavia and Crete, with remarks on the genus Harpactea. Revue arachnol. vol.10, pp. 105–135.
- Deeleman-Reinhold, C.L., 1993b - A new spider genus from Thailand with a unique ant-mimicking device, with description of some other castianeirine spiders (Araneae: Corinnidae: Castianeirinae). Nat. Hist. Bull. Siam Soc. vol.40, pp. 167–184.
- Deeleman-Reinhold, C.L., 1993c - Description of a new cave-dwelling pholcid spider from north-western Australia, with an identification key to the genera of Australian Pholcidae (Araneae). Rec. West. Aust. Mus. vol.16, pp. 323–329.
- Deeleman-Reinhold, C.L., 1993d - A remarkable troglobitic tetrablemmid spider from a cave in Thailand (Arachnida: Araneae: Tetrablemmidae). Nat. Hist. Bull. Siam Soc. vol.41, pp. 99–103.
- Deeleman-Reinhold, C.L., 1995a - A new eyeless Camptoscaphiella from a Chinese cave (Arachnida: Araneae: Oonopidae). Beitr. Araneol. vol.4, pp. 25–29.
- Deeleman-Reinhold, C.L., 1995b - Redescription of Holocneminus multiguttatus Simon and description of two new species of pholcid spiders from Australia (Arachnida: Araneae: Pholcidae). Beitr. Araneol. vol.4, pp. 31–41.
- Deeleman-Reinhold, C.L., 1995c - New or little known non-antmimicking spiders of the subfamily Castianeirinae from southeast Asia (Arachnida: Araneae: Clubionidae). Beitr. Araneol. vol.4, pp. 43–54.
- Deeleman-Reinhold, C.L., 1995d - The Ochyroceratidae of the Indo-Pacific region (Araneae). Raffles Bull. Zool. Suppl. vol.2, pp. 1–103.
- Deeleman-Reinhold, C.L., 2005 - On the taxonomic relations of lynx spiders from the canopy of a tropical Asian rainforest (Araneae: Oxyopidae). In Logunov, D. V. & D. Penney (eds.), European Arachnology 2003